# سو ها جون
سو ها جون (کره‌ای: 서하준؛ زادهٔ ۱۹ سپتامبر ۱۹۸۹) بازیگر اهل کره جنوبی است.